# Frits Zernike
Frits Zernike (1888-1966) là nhà vật lý người Hà Lan. Ông là chủ nhân của Giải Nobel Vật lý năm 1953 nhờ phát triển phương pháp tương phản pha, đặc biệt là phát minh ra kính hiển vi tương phản 
pha. Zernike cho thấy rằng thậm chí các vật hấp thụ bức xạ rất yếu (trong suốt khi nhìn bằng mắt thường) có thể nhìn thấy được nếu chúng tạo thành từ những vùng có hệ số khúc xạ ánh sáng khác nhau. Trong kính hiển vi nhạy pha của Zernike, người ta có thể phân biệt các vệt sáng có pha bị thay đổi khi đi qua các vùng không đồng nhất. Kính hiển vi loại này có tầm quan trọng đặc biệt trong việc quan sát các mẫu sinh học. Tên của ông đa được dùng để đặt cho tiểu hành tinh 11779 Zernike.